# Luboš Bělka
Luboš Bělka (* 31. března 1958 Vimperk) je český buddholog a religionista. Roku 1983 vystudoval filozofii a biologii na Masarykově univerzitě v Brně. Pokračoval ve studiu a v roce 1990 obdržel vědecký titul CSc. díky práci na téma vědeckého kreacionismu.
Nejdříve pracoval jako biolog v ústavu Akademie věd České republiky, avšak po otevření studijního oboru religionistika na Filozofické fakultě Masarykovy univerzity přešel na Ústav religionistiky, kde působí v postu docenta dodnes. Jeho odborný zájem je směřován na buddhismus, zejména pak v Rusku, Burjatsku a Tibetu. Od roku 2013 se věnuje pozůstalosti československého archeologa Lumíra Jisla.

## Vybrané publikace
- BĚLKA, Luboš. Buddha a jeho zobrazování. Brno: Masarykova univerzita, 2013. ISBN 978-80-210-6545-1.
- BĚLKA, Luboš. Buddhistická eschatologie: Šambhalský mýtus. Brno: Masarykova univerzita, 2004. ISBN 80-210-3491-2.
- BĚLKA, Luboš. Tibetský buddhismus v Burjatsku. Brno: Masarykova univerzita, 2001. ISBN 80-210-2727-4.
- BĚLKA, Luboš. Evolucionismus a vědecký kreacionismus. Brno: CERM, 1998. ISBN 80-7204-079-0.

## Vzdělání a akademická kvalifikace
- 1999: doc., obor obecné dějiny, FF MU Brno, habilitace „Burjatský buddhismus: Historie a současnost (se zvláštním zřetelem na klášterní síť)“
- 1990: CSc., obor filosofie, FF MU Brno, disertace „Vědecký kreacionismus“
- 1985: PhDr., obor filosofie, FF MU Brno
- 1979–1983: studium filosofie a biologie na FF MU a PřF MU Brno

## Přehled zaměstnání
- červen 1999: docent ÚR (Ústav religionistiky) FF MU Brno
- prosinec 1996 – květen 1999: odborný asistent ÚR FF MU Brno
- leden 1995 – prosinec 1998: vědecký pracovník FLÚ (Filosofický ústav) AV ČR Praha
- květen 1993 – prosinec 1994: vědecký pracovník ÚR FF MU Brno
- listopad 1988 – duben 1993: odborný a později vědecký pracovník LEB (Laboratoř evoluční biologie) ČSAV Praha
- říjen 1985 – říjen 1988 interní vědecký aspirant LEB ČSAV Praha
- září 1984 – září 1985: studijní pobyt na Katedře filosofie FF MU Brno

## Pedagogická činnost
- Buddhismus
- Tibetský buddhismus
- Buddhismus v Rusku
- Buddhistická ikonografie
- Náboženství a evoluce
- Dějiny tibetského buddhismu ve Vnitřní Asii 20. stol.
- „Hollywoodský“ buddhismus

## Vědeckovýzkumná činnost
- Řešitel projektu: „Multimediální výuka religionistiky: Inovace studijního předmětu Dějiny tibetského buddhismu ve Vnitřní Asii ve 20. století“, Fond rozvoje vysokých škol, č. 1615/2012.
- Řešitel projektu: „Ikonografie Šambhaly: Religionistické zpracování jednoho zobrazení tibetského buddhismu“, Grantový fond FF MU, 2011
- Řešitel projektu: „Inovace kursu Tibetská kniha mrtvých“, Fond rozvoje vysokých škol, č. 2205/2010.
- Řešitel projektu: „Inovace kursu Eschatologie v religionistické perspektivě“, Fond rozvoje vysokých škol, č. 1575/2009.
- Řešitel projektu: „Inovace kursu Buddhismus I.“, Fond rozvoje vysokých škol, č. 1156/2008.
- Spoluřešitel grantu: „Božstva tibetských náboženství v religionistickém přístupu“, hlavní řešitel Daniel Berounský, GAČR č. 401/08/0762, 1.1.2008 – 31.12.2010.
- Koordinátor projektu REVACERN (Religions and Values: Central and Eastern European Research Network), FP6-2004-CITIZENS-5 COORDINATION ACTIONS, 1.1.2007 – 31.12.2009.
- Řešitel projektu: „Inovace kursu Náboženství a evoluce“, Fond rozvoje vysokých škol, č. 1403/2007.
- Řešitel projektu: „Multimediální výuka religionistiky: Inovace kursu Tibetský buddhismus“, Fond rozvoje vysokých škol, č. 2057/2006.
- Řešitel grantu: „Obraz a text v buddhismu: Tibetská a mongolská ikonografie“, GAČR č. 401/03/2744, 1.1.2005 – 31.12.2007.
- Pobytový grant: „Academic Study of Religions with Emphasis on Comparative Buddhology“, Fulbright Scholar Program, Department of Religion, The University of Vermont, Burlington, USA, 2.9.2004–24.6.2005.
- Řešitel projektu: „Multimediální výuka religionistiky: Inovace kursu Buddhismus v Rusku“, Fond rozvoje vysokých škol, č. 2130/2005.
- Řešitel projektu Cursus Innovati: „Doktorské studium religionistiky“, Vzdělávací nadace Jana Husa Brno, 1.12.2003 – 30.11.2004, spoluřešitel Dušan Lužný, č. CI0301/NIF I.
- Spoluřešitel grantu: „Religious Policy towards Tibetan Buddhism in the Peoples Republic of China: A Comparative Analysis“, grant Chiang Ching-kuo International Sinological Center (CCK-ISC), Taiwan, 1.7.2003 – 30.6.2005, hl. řešitel Martin Slobodník.
- Vedoucí projektu: „Sikhská náboženská diaspora ve Velké Británii“, Fond rozvoje vysokých škol, řešitelka: Monika Urbanová, 2949/2005.
- Spolupracovník grantu: „Orientalismus a jeho vliv na konverzi k asijským náboženstvím: akulturace buddhismu a hinduismu v České republice“, grant GAČR č. 401/03/1553, doba trvání: 1.1.2002 – 31.12.2005, hl. řešitel Dušan Lužný.
- Spoluřešitel grantu: „Kabinet multikulturní výchovy“, grant MŠMT, 1.1. – 31.12.2003, hl. řešitel: Jiří Němec.
- Vedoucí skupinového grantu: „History of Tibetan Buddhism in Inner Asia in the 20th Century“, Course Development Competition, CEU Budapest, 1.9.2002 – 30.6.2003.
- Řešitel projektu: „Multimediální výuka religionistiky: Inovace kursu Buddhistická ikonografie“, Fond rozvoje vysokých škol, č. 703/2002.
- Vedoucí projektu: „Západní imaginace a tibetský buddhismus“, Fond rozvoje vysokých škol, řešitelka: Jana Rozehnalová, č. 675/2002.
- Vedoucí skupinového grantu: „Religion, Nationality and Identity: A Comparative Study of Transforming Societes (Buryatia, Mongolia and Amdo)“, Research Support Scheme Praha, Grant No. 82/2000, 1.7.2000 – 30.6.2002.
- „Normativní a žité náboženství“, program Cursus innovati Vzdělávací nadace J. Husa v Brně, grant č. CIf82, 1.6.1998 – 30.4.1999.
- Účast na skupinovém grantu „Magisterské studium religionistiky“, Open Society Fund, Higher Education Support Program, Praha, HC 11/96, vedoucí Dalibor Papoušek, 1.9.1996 – 30.9.1999.
- Individuální grant „Buryat Buddhism in Eastern Europe (Russia): History and Present State“, Research Support Scheme Praha, Grant No. 73/1995, 1.6.1995 – 31.7.1997.
- T. G. Masaryk Scholarship, Department of the Study of Religions, School of African and Oriental Studies, University of London, UK, 1.9. – 30.11.1995.
- „Náboženství v totalitní a posttotalitní společnosti: Severní buddhismus“, Vzdělávací nadace J. Husa v Brně, grant č. 1.1.3.; 1.1. – 30.6.1995.
- Badatelský grant, Burjatsko 1.6. – 1.9.1993, Nadace Charty 77, č. 782/93.
- Badatelský grant, Burjatsko 1.6. – 1.9.1993, Nadání Hlávkových, č. 185/93.
- Badatelský grant, Burjatsko 1.7. – 31.8.1993, Český literární fond, č.170/93-010/Má.

## Ocenění vědeckou komunitou
- Redakce sborníků 2006: Náboženství a tělo, Brno – Praha: Masarykova univerzita – Malvern (s Ivou Doležalovou a Eleonórou Hamar) 1999: Normativní a žité náboženství, Brno – Bratislava: Masarykova univerzita – Chronos (s Milanem Kováčem)
- Pozvání k přednáškám na zahraničních universitách 2006: Universität Wien Philologisch-Kulturwissenschaftliche Fakultät, Institut für Südasien-, Tibet- und Buddhismuskunde, Vienna, Austria 2005: Indiana University Bloomington, IN, USA 2005: University of Vermont, Burlington, VT, USA 2004: University of Cambridge, Velká Británie 2002: Katolická universita v Lublinu, Polsko 2002: Universita v Szegedu, Maďarsko 1999: Varšavská universita, Polsko 1997: Tartuská universita, Estonsko 1996: Akademie věd, Petrohrad, Rusko
- 2004 – 2016: člen oborové komise Filosofie, specializace religionistika na FF UK Praha
- 2001 – 2003: člen oborové rady č. 9 GAAV Praha (Humanitní a filologické obory)
- 2002 – doposud: předseda (od roku 2012) oborové komise Religionistika na FF MU Brno
- 2007 – doposud: člen oborové rady Filozofie na FF MU Brno
- 2016 – doposud: člen oborové rady Filozofie, obor religionistika na FF UP Pardubice
- 2015 – doposud: člen oborové rady Jazyky a kultura Číny a Japonska na FF UP Olomouc
- 2006 – doposud: člen redakční rady RELIGIO, Brno
- 2005 – doposud: člen redakční rady Studia Orientalia Slovaca, Bratislava
- 2004 – doposud: člen redakční rady religionistické ročenky PANTHEON, Pardubice
- 2004 – doposud: člen redakční rady časopisu NOVÝ ORIENT, Praha
- 2001 – doposud: člen redakční rady religionistické ročenky HIERON, Bratislava, Slovensko
- 2002 – 2004: člen správní rady Akademického informačního centra,o.p.s, Brno

## Publikace
- BĚLKA, Luboš. The story of photographs: Zaya Gegeenii Khüree in the 1950s. In Isabelle Charleux (Ed.). Bulletin du Musée d'Anthropologie Préhistorique de Monaco. supplément no. 5. Monaco: Musée d'Anthropologie Préhistorique de Monaco, 2016. s. 121–133, 13 s. ISBN 979-1-09-256529-4. info
- BĚLKA, Luboš. Lumír Jisl: Život a dílo. In Bělka Luboš; Šindelář Pavel. Lumír Jisl, Čínský deník. 1. vydání. Brno: Masarykova univerzita, 2016. s. 198-215, 18 s. ISBN 978-80-210-8142-0. info
- BĚLKA, Luboš. Obraz buddhismu v československých cestopisech do Mongolska v padesátých letech dvacátého století. In Pecha, Lukáš. Staré civilizace Asie a Afriky. První vydání. Plzeň: Západočeská univerzita, 2016. s. 150–169, 20 s. ISBN 978-80-261-0416-2. info
- BĚLKA, Luboš. „Mongolia at last! I’m at the threshold of the great goal of my life“: Lumír Jisl and Ulaanbaatar in the summer of 1957. In Ulaanbaatar 1957-1963: Testimony of Lumír Jisl. Ulaanbaatar, 2015. s. 23–29, 7 s. ISBN 978-99973-0-668-5. info
- BĚLKA, Luboš. Mongolsko a Čína objektivem Lumíra Jisla: vzácný fotografický archiv z let 1957-1963. Historická fotografie, Brno: Technické muzeum, 2015, roč. 14, č. 1, s. 4–21. ISSN 1213-399X. info
- BĚLKA, Luboš. Mandala a dějiny: Bidija D. Dandaron a burjatský buddhismus. 1. vyd. Brno: Masarykova univerzita, 2014. 170 s. ISBN 978-80-210-6725-7.Digitální knihovna FF MU info
- BĚLKA, Luboš. Buryat Buddhism and Russia: Religion and Politics. In Kollmar-Paulenz Karénina; Reinhardt Seline; Skrynnikova Tatiana. Religion and Ethnicity in Mongolian Societies: Historical and Contemporary Perspectives. Wiesbaden: Harrassowitz Verlag, 2014. s. 81-96, 16 s. Studies in Oriental Religions 69. ISBN 978-3-447-10180-6. info
- BĚLKA, Luboš. Mif Šambaly: viděnija, vizualizacii i vozrožděnije mifa v Burjatii. In Garri, Irina. Buddizm v istorii i kulture burjat. Ulan-Ude: Rossijskaja akademija nauk, 2014. s. 229–247, 19 s. Institut mongolovědějija, buddologii i tibetologii. ISBN 978-5-9905883-0-1. info
- BĚLKA, Luboš. Československé studium buddhismu v padesátých a šedesátých letech 20. století: Bádání v Asii. In Kečka Roman – Benická Jana. Medzi východom a západom: Multikultúrne procesy, migrácia a náboženstvo v strednej Európe. Bratislava: Chronos, 2014. s. 90–114, 24 s. ISBN 978-80-89027-42-2.info
- BĚLKA, Luboš. Zobrazení posmrtných soudů v tibetském překladu Sútry o deseti králích: popis a komparativní analýza. Acta Universitatis Carolinae, Philologica, Orientalia Pragensia, Praha: Karolinum, 2013, Neuveden, č. 19, s. 73–84. ISSN 0567-8269. info
- BĚLKA, Luboš. Buddha a jeho zobrazování. 1. vyd. Brno: Masarykova univerzita, 2013. 132 s. ISBN 978-80-210-6545-1. Digitální knihovna FF MU info
- BĚLKA, Luboš. Mandala Dandarona : Vizualnaja reprezentacija istorii neoficialnoj burjatskoj buddijskoj sangchi sovětskogo perioda. Tartaria Magna, 2012, roč. 2, č. 1, s. 148–169. ISSN 2224-9559. info
- BĚLKA, Luboš. Předbajkalský buddhismus pohledem československých legionářů : interiér Alarského kláštera. Nový Orient, Praha: Orientální ústav Akademie věd České republiky, 2012, roč. 67, č. 1, s. 57–61. ISSN 0029-5302. info
- BĚLKA, Luboš. Tibetan deities with animal heads : Prague fragment of Bardo thödol. In Kečka, Roman. Buddhism in Asia. Bratislava: Department of Comparative Religion, 2012. s. 21–30, 10 s. ISBN 978-80-89027-36-1. info
- BĚLKA, Luboš. Comparative description of the paintings. In Berounský, Daniel. The Tibetan version of the scripture on the Ten Kings : and the quest for Chinese influence on the Tibetan preception of the afterlife. Praha: Triton, 2012. s. 269–297, 29 s. Triton. ISBN 978-80-7387-584-8. info
- BĚLKA, Luboš. Buddhistický Petrohrad. Praha: Tibetské listy, 2012. 7 s. 42. ISSN 1212-4354.
- BĚLKA, Luboš. Buddhismus jako světové náboženství. In Milan Fujda – Eva Klocová – Radek Kundt. Identity v konfrontaci. 1. vyd. Brno: Masarykova univerzita, 2011. s. 159–175, 17 s. ISBN 978-80-210-5558-2. info
- BĚLKA, Luboš. Předbajkalský buddhismus pohledem československých legionářů: Exteriér Alarského kláštera. Nový orient, Praha: Orientální ústav Akademie věd České republiky, v. v. i., 2011, roč. 66, č. 4, s. 55–60. ISSN 0029-5302. info
- BĚLKA, Luboš. Tibetská božstva se zvířecími hlavami: pražský fragment postav mandaly Bardo thödol. In Olivová Lucie (ed.), Zvířecí mýty a mytická zvířata. Praha: Academia, 2010. s. 96–105, 10 s. ISBN 978-80-200-1815-1. info
- BĚLKA, Luboš. Religionistika, náboženství a vzdělávání. Pantheon, Pardubice: Univerzita Pardubice, 2010, roč. 4, č. 1, s. 25–32. ISSN 1803-2443. info
- BĚLKA, Luboš. Sangha in Buryatia at the Beginning of the 21st Century: Triad of National Buddhist Jewels. In Milan Kováč, Tomáš Gál (eds.), Religious Change. Bratislava: Chronos, 2010. s. 81–87, 7 s. ISBN 80-89027-15-6. info
- BĚLKA, Luboš. Burjatské buddhistické chrámy první čtvrtiny 20. století a vizuální dějiny. In Slobodník Martin (ed.), Našinec v Oriente. Cestovatelia zo Slovenska a Čiech v Ázii a Afrike. Bratislava: Univerzita Komenského, 2009. s. 199–210, 12 s. ISBN 978-80-223-2643-8. info
- BĚLKA, Luboš. Institution of Mongolian (Khalkha) Jibzundamba Khutugtu: Religion and Politics on the Treshold of the 21st Century. In Vasileva E. A. et al. (Eds.), Filosofija, religija i kultura stran Vostoka. Sankt-Petěrburg: Izd-tvo Sankt-Petěrburgskogo Universitěta, 2009. s. 309–316, 8 s. ISBN 978-5-288-04831-9.info
- BĚLKA, Luboš. Háríti: Obrazy buddhistické bohyně. In Lukáš Pecha (ed.), Orientalia Antiqua Nova VIII. Plzeň: Západočeská univerzita v Plzni, 2009. s. 56–68, 13 s. ISBN 978-80-87094-13-6. info
- BĚLKA, Luboš. Egitský klášter v Burjatsku a jeho socha Santalového Buddhy. Nový Orient, Praha: Orientální ústav AV ČR, 2009, roč. 64, č. 3, s. 43-48. ISSN 0029-5302. info
- BĚLKA, Luboš. Buddhistická pekla: Zobrazení a texty vztahující se k třetímu peklu Sangháta. Religio. Revue pro religionistiku, 2009, roč. 17, č. 2, s. 231–249. ISSN 1210-3640. info
- BĚLKA, Luboš. Smějící se Buddha: Hwašang a jeho zobrazení. In Olivová Lucie (ed.), Postava šibala v asijské slovesnosti. Olomouc: Univerzita Palackého, 2009. s. 67–74, 8 s. ISBN 978-80-244-2404-0. info
- BĚLKA, Luboš. Russian Field Study of Tibetan Buddhism in the End of 19th and Beginning of 20th Century: Bazar Baradin and Gonbozhab Tsybikov. Pantheon, Pardubice: Univerzita Pardubice, 2009, roč. 3, č. 1, s. 51–61. ISSN 1803-2443. info
- BĚLKA, Luboš. Instituce mongolského (chalšského) bogdgegéna: Náboženství a politika ve Vnitřní Asii na prahu 21. století. Pantheon, Pardubice: Univerzita Pardubice, 2008, roč. 3, č. 2, s. 195–203. ISSN 1803-2443. info
- BĚLKA, Luboš. Bidija Dandaronič Dandaron a burjatský buddhismus ve 20. století. In Orientalia Antiqua Nova. Plzeň: Dryada, 2008. s. 9–19, 11 s. ISBN 978-80-87025-13-0. info
- BĚLKA, Luboš. Kalachakra and the Twenty-Five Kulika Kings of Shambhala: A Xylograph from Prague. Religio: Revue pro religionistiku, 2007, roč. 15, č. 1, s. 125–138. ISSN 1210-3640. info
- BĚLKA, Luboš. Religion and Education: Religious Formation versus Information about Religions. In Klinkhammer G.- Alberts W. (Eds.) Plurality and Representation: Religion in Education, Culture and Society. Bremen: University of Bremen, 2007. s. 100. info
- BĚLKA, Luboš. Icons Worthwhile to See: Prague Fragment of the Xylograph Five Hundred Gods of Narthang: A First Report. In Pakhomov Sergey et al. (Eds.), Filosofija, religija i kultura stran Vostoka. Sankt-Petěrburg: Izdatělstvo Sankt-Petěrburgskogo Universitěta, 2007. s. 322–331, 10 s. ISBN 978-5-288-04523-3.info
- BĚLKA, Luboš. „Inteligentní plán“ (Intelligent Design) a „vědecký“ kreacionismus. In Dopita Miroslav – Staněk Antonín, eds., Multikulturalita a výchova k občanství. Olomouc: Epocha, 2007. s. 108–126, 18 s. ISBN 978-80-87027-37-0. info
- BĚLKA, Luboš. Burjatský buddhismus a Rusko: Instituce bandido chambolamy a chubilgánů. In Slobodník Martin – Kovács Attila (eds.) Politická moc verzus náboženská autorita v Ázii. Bratislava: Chronos, 2006. s. 251–267, 17 s. ISBN 80-89027-18-0. info
- BĚLKA, Luboš. Zandan Zhuu and the Buryat Sangha: History and Present State. In The Ecological Problems and Spiritual Traditions of the Peoples of the Baikal Region. Ulan-Ude: Izd-vo GUZ, 2006. s. 143–152, 10 s. ISBN 5-98582-041-6. info
- BĚLKA, Luboš. Maitreya in Tibetan Buddhism: Image and Myth. Studia Asiatica: International Journal of Asian Studies, 2006, roč. 7, č. 1, s. 65–83. ISSN 1582-9111. info
- BĚLKA, Luboš. Buddhistická pekla a mnišský stav. Tělesná provinění a odplata. In Doležalová Iva – Hamar Eleonóra – Bělka Luboš, eds., Náboženství a tělo. Brno: Masarykova univerzita, 2006. s. 149–158, 10 s. ISBN 80-210-4115-3. info
- BĚLKA, Luboš. Tibetská buddhistická thanatologie a její obraz na Západě. In Lati Rinpočhe – Jeffrey Hopkins, Smrt, mezistav a znovuzrození. Brno: Barrister and Principal, 2006. s. 85–89, 5 s. Společnost pro odbornou literaturu. ISBN 80-7364-030-9. info
- BĚLKA, Luboš. Podoby buddhismu na Západě. In Dopita Miroslav – Staněk Antonín, eds., Výchova k občanství v rámci školního vzdělávacího programu se zaměřením na potírání rasové a národnostní nesnášenlivosti. Olomouc: Univerzita Palackého v Olomouci, 2006. s. 70–79, 10 s. ISBN 80-244-1494-5. info
- BĚLKA, Luboš. Maitréja: buddhistická vize budoucnosti. Studia Orientalia Slovaca, Bratislava, 2006, roč. 5, č. 1, s. 97–114. ISSN 1336-3786. info
- BĚLKA, Luboš. „Inteligentní plán“ a „vědecký“ kreacionismus: antievolucionismus v praxi. In Bubík Tomáš – Prázdný Aleš – Hoffmann (eds.) Náboženství a věda. Pardubice: Univerzita Pardubice, 2006. s. 33–41, 9 s. ISBN 80-7194-876-4. info
- BĚLKA, Luboš. Tibetská náboženská zobrazení a jejich religionistická reflexe: Text – obraz – rituál. In Babyrádová Hana – Havlíček Jiří, eds., Spiritualita. Brno: Vydavatelství Masarykovy univerzity, 2006. s. 31–45, 14 s. ISBN 80-210-4206-0. info
- BĚLKA, Luboš. Jídlo a jeho role v buddhismu. In Tomáš Bubík – Martin Fárek (eds.) Náboženství a jídlo. Pardubice: Univerzita Pardubice, 2005. s. 5-12, 8 s. ISBN 80-7194-800-4. info
- BĚLKA, Luboš. Pozvání k přednáškám na zahraničních universitách – 2005: Indiana University Bloomington, IN, USA. 2005. info
- BĚLKA, Luboš. Pozvání k přednáškám na zahraničních universitách – 2005: University of Vermont, Burlington, VT, USA. 2005. info
- BĚLKA, Luboš. člen redakční rady religionistického časopisu HIERON, Bratislava, Slovensko. 2005. info
- BĚLKA, Luboš. člen redakční rady časopisu NOVÝ ORIENT, Praha. 2005. info
- BĚLKA, Luboš. člen redakční rady ANTHROPOLOGIA BRUNENSIS, Brno. 2005. info
- BĚLKA, Luboš. Organisation of the panel, 9th Conference The European Society for Central Asian Studies, „The Local, the Regional and the Global“. 2005. info
- BĚLKA, Luboš. Jamův soud: tibetský obraz pekla. In Kováč Milan – Kovács Attila – Podolinská Tatiana, eds. Cesty na druhý svet. Bratislava: Chronos, 2005. s. 42–53, 12 s. ISBN 80-89027-15-6. info
- BĚLKA, Luboš. Histoire et renoveau du bouddhisme en Sibérie: Lexemple du datsan dAga. Slavica occitania, Toulouse, 2005, roč. 21, č. 1, s. 339-352. ISSN 1245-2491. info
- BĚLKA, Luboš. Buddyzm Buriacki: Tradycja i wspolczesnosc. Roczniki Teologiczne, Lublin, 2004, roč. 51, č. 9, s. 169–180. ISSN 0035-7723. info
- BĚLKA, Luboš. Buddhistická eschatologie: Šambhalský mýtus. 1. vydání. Brno: Masarykova univerzita, 2004. 172 s. Proměny náboženství, sv. 4. ISBN 80-210-3491-2. info
- BĚLKA, Luboš. Náboženská politika ve vztahu k tibetskému buddhismu v Rusku. Studia Orientalia Slovaca, Bratislava: FiF UK Bratislava, 2004, roč. 3, č. 1, s. 73–89. ISSN 1336-3786. info
- BĚLKA, Luboš. The Myth of Shambhala: Visions, Visualisations, and the Myth's Resurrection in the Twentieth Century in Buryatia. Archív orientální : Quarterly journal of African and Asian studies, Praha: Academia, 2003, roč. 71, č. 3, s. 247–263. ISSN 0044-8699. info
- ROZEHNALOVÁ, Jana a Luboš BĚLKA. Tibetský buddhismus a západní imaginace. Slavnost Kálačakry ve Štýrském Hradci. Religio: Revue pro religionistiku, Brno: Česká společnost pro studium náboženství, 2003, roč. 11, č. 1, s. 53–76. ISSN 1210-3640. info
- LUŽNÝ, Dušan a Luboš BĚLKA. Podoby buddhismu na Západě. In Lopez, Donald Jr., Příběh buddhismu. Průvodce dějinami buddhismu a jeho učením. 1. vyd. Brno: Barrister and Principal, 2003. s. 209–221, 13 s. Buddhismus. ISBN 80-86598-54-3. info
- BĚLKA, Luboš. Mýtus o Šambhale a jeho burjatská aktualizace ve 20. století. Religio, Brno: Česká společnost pro studium náboženství, 2002, roč. 10, č. 1, s. 113–122. ISSN 1210-3640. info
- BĚLKA, Luboš a Martin SLOBODNÍK. The Revival of Tibetan Buddhism in Inner Asia: A Comparative Perspective. Asian and African Studies, Bratislava: SAP – Slovak Academic Press, Ltd., 2002, roč. 11, č. 1, s. 15–36. ISSN 1335-1257. info
- BĚLKA, Luboš a Martin SLOBODNIK. Vplyv turizmu na tibetské kláštory – príklad Labrangu. Hieron, Bratislava: Lufema, 2002, VI.-VII., č. 1, s. 24–33. ISBN 80-89058-11-6. info
- BĚLKA, Luboš. Bidiya D. Dandaron: the case of a Buryat Buddhist and Buddhologist during the Soviet period. In PAPOUŠEK. Doležalová Iva – Martin Luther – Papoušek Dalibor (eds.) The academic study of religion during the Cold War: east and west. New York et al.; Bern et al.: Peter Lang, 2001. s. 171–182. ISBN 0-8204-5151-7. info
- BĚLKA, Luboš a Daniel BEROUNSKÝ. Burjatský buddhistický obřad „Předložení tisíce ofěr“ u stúpy Dašigomon. Religio : Revue pro religionistiku, Brno: Česká společnost pro studium náboženství Brno, 2001, roč. 9, č. 1, s. 25–50. ISSN 1210-3640. info
- BĚLKA, Luboš. K voprosu ob institute chubilganov v burjatskom buddizme. In Mir buddijskoj kultury. Materialy meždunarodnogo simpoziuma. 1. vyd. Ulan-Ude, Aginskoje: Burjatskij naučnyj center RAN, 2001. s. 120-126. info
- BĚLKA, Luboš. Tibetský buddhismus v Burjatsku. 1. vyd. Brno: Masarykova univerzita, 2001. 348 s. Religionistika, sv. 10. ISBN 80-210-2727-4. info
- BĚLKA, Luboš. Burjatský buddhismus: Tradice a současnost / Buryat Buddhism: Tradition and Presence. In BEROUNSKÝ, Dan, Luboš BĚLKA a Jindřich ŠTREIT. Na konci světa / At the End of the World. 1. vyd. Volary: Stehlík, 2000. s. 113-136. ISBN 80-902707-3-5. info
- BĚLKA, Luboš. Burjatští „převtělenci“ (Chubilgani). Hieron : religionistická ročenka, Bratislava: Slovenská spoločnosť pre štúdium náboženstiev pri SAV, 2000, roč. 4-5, s. 3–11.  info
- BĚLKA, Luboš. Karmický a nirvánický buddhismus jako normativní a žité náboženství. In BĚLKA, Luboš a Milan KOVÁČ. Normativní a žité náboženství. 1. vyd. Brno – Bratislava: Masarykova univerzita – Chronos, 1999. s. 115-124. Religionistika; sv. 9. ISBN 80-210-2047-4. info
- BĚLKA, Luboš. Buddhism in Estonia. Religion, State and Society, Oxford: Carfax Publishing, 1999, roč. 27, č. 2, s. 245–248. ISSN 0963-7494. info
- BĚLKA, Luboš. Acagatský klášter. Kapitola z historie burjatského buddhismu. Religio : Revue pro religionistiku, Brno: Česká společnost pro studium náboženství Brno, 1998, roč. 6, č. 2, s. 202-212. ISSN 1210-3640. info
- BĚLKA, Luboš. Slovníček odborných pojmů. In CONZE, Edward. Stručné dějiny buddhismu. Brno: Jota, 1997. s. 175-230. ISBN 80-7217-002-3. info
- BĚLKA, Luboš. Oriental and Buddhist studies in Estonia. Archív orientální : Quarterly journal of African and Asian studies, Praha: Academia, 1996, roč. 64, č. 3, s. 451–459. ISSN 0044-8699. info
- BĚLKA, Luboš. The restoration of Buddhism in Buryatia: the current state. In DOLEŽALOVÁ, Iva, Břetislav HORYNA a Dalibor PAPOUŠEK. Religions in contact: selected proceedings of the special IAHR conference held in Brno, August 23-26, 1994. 1st ed. Brno: Česká společnost pro studium náboženství – Masarykova univerzita, 1996. s. 163-177. ISBN 80-210-1441-5. info
- BĚLKA, Luboš. Buddhismus v Estonsku. Religio : Revue pro religionistiku, Brno: Česká společnost pro studium náboženství Brno, 1996, roč. 4, č. 1, s. 89-94. ISSN 1210-3640. info
- BĚLKA, Luboš. Restoration of Buryat Buddhism: Some Notes about Monasteries. Religio : Revue pro religionistiku, Brno: Česká společnost pro studium náboženství Brno, 1994, roč. 2, č. 1, s. 92–106. ISSN 1210-3640. info
- BĚLKA, Luboš. The Species Notion: Problems of Its Conceptualisation. In PESCE-DELFINO, Vittorio. Biological Evolution. Bari, Italy: Adriatica Editrice, 1987. s. 245-251. info
- BĚLKA, Luboš. The Species Notion: Problems of Its Conceptualisation. In PESCE-DELFINO, Vittorio. Abstracts of Communications. International Symposium Biological Evolution. Bari, Italy: Adriatica Editrice, 1985. s. 10-11. info